# Karel Vorovka
Karel Vorovka (3. února 1879, Praha-Nové Město – 15. ledna 1929, Praha-Bubeneč) byl český matematik, filozof a spisovatel.

## Život
Karel Vorovka se narodil 3. února 1879 filologu a historikovi Karlu Vorovkovi (1842–1914) a Marii Vorovkové, rozené Höhmové (1850 - ?). Vyrůstal v Praze i se svou mladší sestrou Růženou (1884 - ?). 1. 9. 1910 se v Tuklatech oženil s Jaroslavou  Novotnou (1887- ?). Karel odmaturoval v roce 1897 na reálném gymnáziu v Křemencové ulici v Praze. Poté studoval na Filozofické fakultě Univerzity Karlovy, kde se připravoval na dráhu středoškolského učitele matematiky a fyziky. V roce 1902 dosáhl titulu doktora filozofie za práci O křivkách obalujících a ve stejném roce vykonal i zkoušky učitelské způsobilosti. Svoji učitelskou dráhu započal již v roce 1901 na reálce na Vinohradech a po dvou letech přešel do Pardubic, kde získal definitivu. V roce 1905 se vrátil do Prahy na Staroměstskou reálku a zde jako středoškolský profesor působil až do svého přechodu na univerzitu. V roce 1919 se habilitoval pro filosofii matematiky, když předložil spis Úvahy o názoru v matematice (vyšel již v roce 1917). V roce 1921 se stal mimořádným profesorem filozofie exaktních věd na Přírodovědecké fakultě Univerzity Karlovy v Praze a v roce 1924 profesorem řádným. Na fakultě působil v semináři pro metodologii a dějiny věd přírodních a exaktních (společně s prof. Emanuelem Rádlem) jako vedoucí oddělení logiky a dějin věd exaktních. V roce 1926 byl zvolen do stálého výboru pro pořádání filozofických kongresů a stal se členem Královské české společnosti nauk. V letech 1912 až 1922 pracoval ve vědecké radě matematické sekce Jednoty československých matematiků a fyziků.
Karel Vorovka patří mezi nejvýznamnější české filozofy první poloviny 20. století. Zabýval se především filozofií matematiky a fyziky, kriticky se vyjadřoval ke stavu české filozofie ve 20. letech 20. století (Polemos. Spory v české filosofii v letech 1919-1925. Praha 1926). Na zaměření jeho vědeckých prací měly vliv především myšlenky Henriho Poincarého (1854-1912) a Ernsta Macha (1838-1916). V roce 1921 vydal svoji zřejmě nejvýznamnější práci Skepse a gnóse. Ve stejném roce se s Ferdinandem Pelikánem podílel na založení Ruchu filozofického (časopis měl poskytovat prostor autorům, kteří nesouhlasili s Krejčího nekritickým přeceňováním pozitivismu v České mysli). Příspěvkem k oslavě jubilea Immanuela Kanta (1724-1804) se stal v roce 1924 spis Kantova filosofie ve svých vztazích k vědám exaktním, která vyšla nákladem Jednoty československých matematiků a fyziků. V letech 1925 až 1926 se zamyslel nad filozofií T. G. Masaryka v pracích Několik myšlenek o Masarykově filosofii a jeho Světové revoluci a Česká mravní hegemonie a příští česká válka.
Zemřel roku 1929 a byl pohřben na Olšanských hřbitovech.
Až po Vorovkově smrti vyšel v roce 1929 jeho nejrozsáhlejší spis Americká filosofie.

## Dílo
- Úvahy o názoru v mathematice, 1917
- Skepse a gnóse. Poznání filosofické, 1921
- Kantova filosofie ve svých vztazích k vědám exaktním, 1924
- Dvě studie o Masarykově filosofii, 1926
- Polemos. Spory v české filosofii v letech 1919–1925, 1926
- Masarykova filosofie českých dějin, 1928
- Americká filosofie, 1929